# Scleropactes incisus
Scleropactes incisus är en kräftdjursart som beskrevs av Gustav Budde-Lund 1885. Scleropactes incisus ingår i släktet Scleropactes och familjen Scleropactidae. Inga underarter finns listade i Catalogue of Life.